# أسبوع صحة الرجل

أسبوع صحة الرجل، يحتفل به سنويا خلال الأسبوع الذي يسبق ويتضمن يوم الأب، حيث يكرس أهمية صحة الرجل وعافيته. وقد تم اختيار أسبوع صحة الرجل في هذا الوقت بالتحديد من السنة لجذب أكبر انتباه لرجال العائلة من بالقرب من موعد العطلة. كما أن الاحتفال بأسبوع صحي للرجال يعنى به تثقيف العامة حول ما يمكن فعله لتحسين وضع صحة الرجال وتأمين الخدمات الصحية المجانية والملائمة للرجال الذين لن يكونون قادرين على الحصول عليها بطريقة أخرى.

## الأصل
ابتكر الكونغرس أسبوع صحة الرجال في عام 1994 لإبراز الوعي حول مشاكل الصحة القابلة للوقاية والتشجيع على اكتشاف ومعالجة المرض بين الرجال والشباب. كما أن تكاليف إنشاء أسبوع صحة الرجل كانت برعاية كل من السناتور السابق بوب دول وعضو الكونغرس السابق بيل ريتشاردسون. حيث استشهد الداعمون بتأثير تكلفة الانتقال من المعالجة إلى الوقاية من خلال التأكيد على الرعاية الصحية عندما تقدم الفاتورة. كما نوه مؤيدو أسبوع صحة الرجل إلى أن الوقاية تتطلب الوعي العام وإن اختيار أسبوع من شأنه أن ينشر المعلومات حول الأمراض القابلة للوقاية التي يتعرض لها الرجال.
وقد تبنى حكام أكثر من خمس وأربعين بلدا هذا الأسبوع. حيث تتضمن الأحداث النموذجية لأسبوع صحة الرجل المحاضرات التثقيفية التي يلقيها مشاهير الرياضة وعروضا مجانية للصحة ومشاريع صحية إضافة إلى المؤتمرات. كما أن أحداث أسبوع صحة الرجل تكون مخططة لذا فمن السهل حضورها حتى من قبل الرجال الذين يكون جدول أعمالهم ممتلئا. وعلى الرغم من عدم الاعتراف به رسميا من قبل الكونغرس، إلا أن ناشطي صحة الرجل يتقيدون بالاحتفال بشهر صحة الرجل طوال شهر حزيران.

## قضايا صحة الرجل
```
بشكل كبير وغيره من أمراض الرجال المعروفة والشائعة. هذا ويحتفل الأطباء والناشطون في مجال صحة الرجل بأسبوع صحة الرجل من خلال القيام بحملات التوعية لتسليط الضوء على المخاوف الصحية الإضافية مثل داء البول السكري ومرض نخر العظام وصحة العائلة فضلا عن 
حوادث العمل
 والاحتمال الأعلى للانتحار عند الرجال أو كونهم ضحايا لجرائم القتل.
```

## امتداد أسبوع صحة الرجل
توسع أسبوع صحة الرجل ليصبح على مستوى عالمي حيث التقى ممثلون عن ست منظمات تعنى بصحة الرجل حول العالم في المؤتمر العالمي الثاني لصحة الرجل الذي انعقد في مدينة فيينا، أستراليا في عام 2002 وعزموا على العمل سوية لإطلاق أسبوع صحة الرجل العالمي (IMHW). ومن الواضح أن هدف أسبوع صحة الرجل العالمي أكبر من الأسبوع المحلي، حيث أنه يسعى إلى زيادة الوعي حول القضايا العامة لصحة الرجل وتشجيع المؤسسات المحلية والعالمية على تأمين رعاية صحية أفضل للمسائل التي يواجهها الرجال حول العالم. ومن المنتسبين لأسبوع صحة الرجل العالمي منتدى صحة الرجل في انلكترا وويلز إضافة إلى جمعية صحة الرجل في كولومبيا البريطانية ومنظمة الروتاري الدولية وقسم الصحة العامة في سان مارتن في جزر الأنتيل الهولندية.

## وصلات أخرى
- Men's Health Week site
- Event Calendar
- International Men's Health Week
- Time Out for Men's Health
- Get It Checked